# کریم بوذرجمهری
سرلشکر کریم آقا بوذرجمهری (۱۲۶۵، نطنز - ۱۳۳۱، تهران) از جمله کسانی بود که رضا خان فوق‌العاده به او اعتماد داشت. بعضی مشاغل مهم وی در قشون متحدالشکل عبارت بودند از: رئیس اداره نقلیه قشون، فرمانده تیپ پیاده مرکز، وزیر فواید عامه و رئیس املاک سلطنتی. وی به مدت ۱۰ سال نیز شهردار تهران بود.

## ورود به قزاقخانه
کریم آقا قبل از دخول در قشون به مشاغل آزاد سرپائی اشتغال داشت: مدتی در نطنز، موطن خود، و بعد در کاشان به خشت‌مالی و ناوه‌کشی مشغول بود. بوذرجمهری در اوائل مشروطه به تهران آمد و به سفارش حبیب‌الله ریاحی (معین السلطنه نطنزی) به عنوان سرباز ساده به استخدام قزاقخانه درآمد و از قضا در گروهان شصت تیر که فرماندهی آن را سلطان رضاخان سوادکوهی برعهده داشت، با سمت توبره‌کش به خدمت گمارده شد. کریم آقا مردی صمیمی و پرکار بود و توانست مورد توجه رضاخان قرار گیرد، به‌طوری‌که تا کودتای ۱۲۹۹ همیشه در کنار رضاخان قرار داشت. مدتی انباردار و زمانی جامه‌دار سرتیپ رضاخان بود و مقارن کودتا درجه نایب اولی داشت. پس از پیوستن به نیروی قزاق، مدرسهٔ گروهبانی را گذراند و در کودتای سوم اسفند ۱۲۹۹ش از همراهان رضاخان و مسئول بازداشت برخی از رجال مخالف کودتا بود.

## پس از کودتای ۳ اسفند ۱۲۹۹
پس از کودتای سوم اسفند به درجه سلطانی رسید و مسؤول زندان قصر شد. در ۱۳۰۱ش با ارتقاء به درجهٔ سرهنگی فرمانده تیپ اول پیاده تهران شد. ظرف دو سال چهار درجه ترفیع گرفت. در ۱۳۰۳ به درجه سرهنگ تمامی رسید. چندی فرمانده فوج پیاده بهادر بود. وقتی سرتیپ شاه‌بختی در جنگ‌های لرستان در تنگ زاهدشیر محاصره شده بود، سردار سپه کریم آقا را مأمور نجات او کرد. فوج پیاده بهادر چندین بار در جنگ‌های لرستان شرکت جست و وظایف جنگی خود را به نحو احسن انجام داد؛ در نتیجه در تاریخ ۱۱ تیر ۱۳۰۳ به فرمان رئیس‌الوزرا و فرمانده کل قوا (رضا خان پهلوی) به همراه سرتیپ محمد شاه بختی و سرهنگ عباس البرز و یاور ابراهیم خزاعی بر اثر ابراز رشادت در جنگ‌های منطقه غرب کشور به دریافت نشان ذوالفقار مفتخر شدند.

## بلدیه تهران
در اواسط ۱۳۰۲ که سردار سپه به نخست‌وزیری رسید، کریم آقا به کفالت بلدیه تهران منصوب شد و ده سال متوالی رئیس بلدیه تهران بود. وی در نوسازی شهر تهران و خیابان‌کشی و ساختن عمارات مورد لزوم زحمات زیادی متحمل شد. کریم آقا عوارض جدید را وضع کرد و مالیات خودروها و کالسکه‌ها و سایر عوارض شهری را لغو کرد، اداره خیریه و مریضخانه بلدیه و دارالمجانین و آتش‌نشانی را تأسیس کرد و در آسفالت کردن خیابان‌های تهران کوشید. بوذرجمهری توانست سهم عمده‌ای در مدرنیزه کردن تهران بین سال‌های ۱۳۰۲ تا ۱۳۱۲ داشته باشد. ویران ساختن دروازه‌های دوازده‌گانه شهر تهران نیز در همان زمان صورت گرفت. او میدان توپخانه را با الگوبرداری از میدان سن پترزبورگ ساخت. ادامه ساخت خیابان ولیعصر تا تجریش و دستور کاشت چنار در کنار خیابان ولیعصر از اقدامات او است. احداث میدان حسن‌آباد با هشت گنبد اطراف آن از دیگر اقدامات بوذرجمهری بود. به دستور بوذرجمهری، مجسمه ناصرالدین شاه سوار بر اسب، اولین مجسمه شهری جدید ایران، تخریب شد و از آن فشنگ ساختند.
به پاس فعالیت‌های کریم‌آقا بوذرجمهری، پس از کناره‌گیری، یکی از خیابان‌های بزرگ تهران آن روز که از جلوی بازار عبور می‌کرد به نام وی نامگذاری کردند (که اکنون نام آن به خیابان پانزده خرداد تغییر کرده‌است).

## دیگر مشاغل
کریم آقا علاوه بر کار بلدیه تهران چند شغل مهم دیگر را هم اداره می‌نمود. یکی از آن‌ها ریاست اداره بارکشی قشون بود که بعد نقلیه و باربری قشون نام گرفت. فرماندهی تیپ پیاده مرکز هم همیشه با او بود که حداقل چهار فوج پیاده داشت و از لحاظ تعلیمات، فوجهای این تیپ در قشون ضرب‌المثل بود. در شهریور ۱۳۰۸ در دولت مخبرالسلطنه هدایت وزیر فوائد عامه شد، وی در این وزارتخانه لباس متحدالشکل و مراتب اداری برای کلیه کارمندان برقرار کرد و کارمندان خاطی را در زندانی که به همین منظور در اداره برقرار کرده بود می‌افکند و اقدام به تنبیه بدنی آنان می‌کرد که این اقدامات سبب اعتراض و نارضایتی کارمندان و اعتراضهایی در مجلس شد که سرانجام در فروردین سال بعد، وزارت فوائد عامه منحل و به دو وزارتخانه اقتصادملی و طرق و شوارع تقسیم شد و دوران وزارت بوذرجمهری پایان یافت. در این مدت ریاست کاخها و املاک اختصاصی رضاشاه هم با او بود.
در ۱۳۱۲ با ارتقاء به درجهٔ سرلشکری به فرماندهی لشکر اول تهران منصوب و پس از شهریور ۱۳۲۰ش بازنشسته شد. در ۱۳۲۹ش رئیس تفتیش و ناظر مالی دربار بود.

## ناخوشی و سفر به اروپا
بوذرجمهری مردی فعال و خستگی‌ناپذیر بود تا اینکه در ۱۳۱۲ به علت فعالیت زیاد سخت بیمار شد و چون در تهران معالجه نشد، رضاشاه او را به اروپا فرستاد. پس از بهبودی به ایران بازگشت، به درجه امیرلشکری ارتقای مقام یافت و بزرگ‌ترین و مجهزترین لشکر ایران که لشکر اول تهران بود به او سپردند.

## بازنشستگی و مرگ
پس از وقایع شهریور ۱۳۲۰ بوذرجمهری از ارتش بازنشسته شد. وی از جمله کسانی بود که جسد رضاشاه را به ایران بازگرداندند. کریم آقا بوذرجمهری در ۱۳۳۱ در تهران درگذشت.